# Suolo agrario

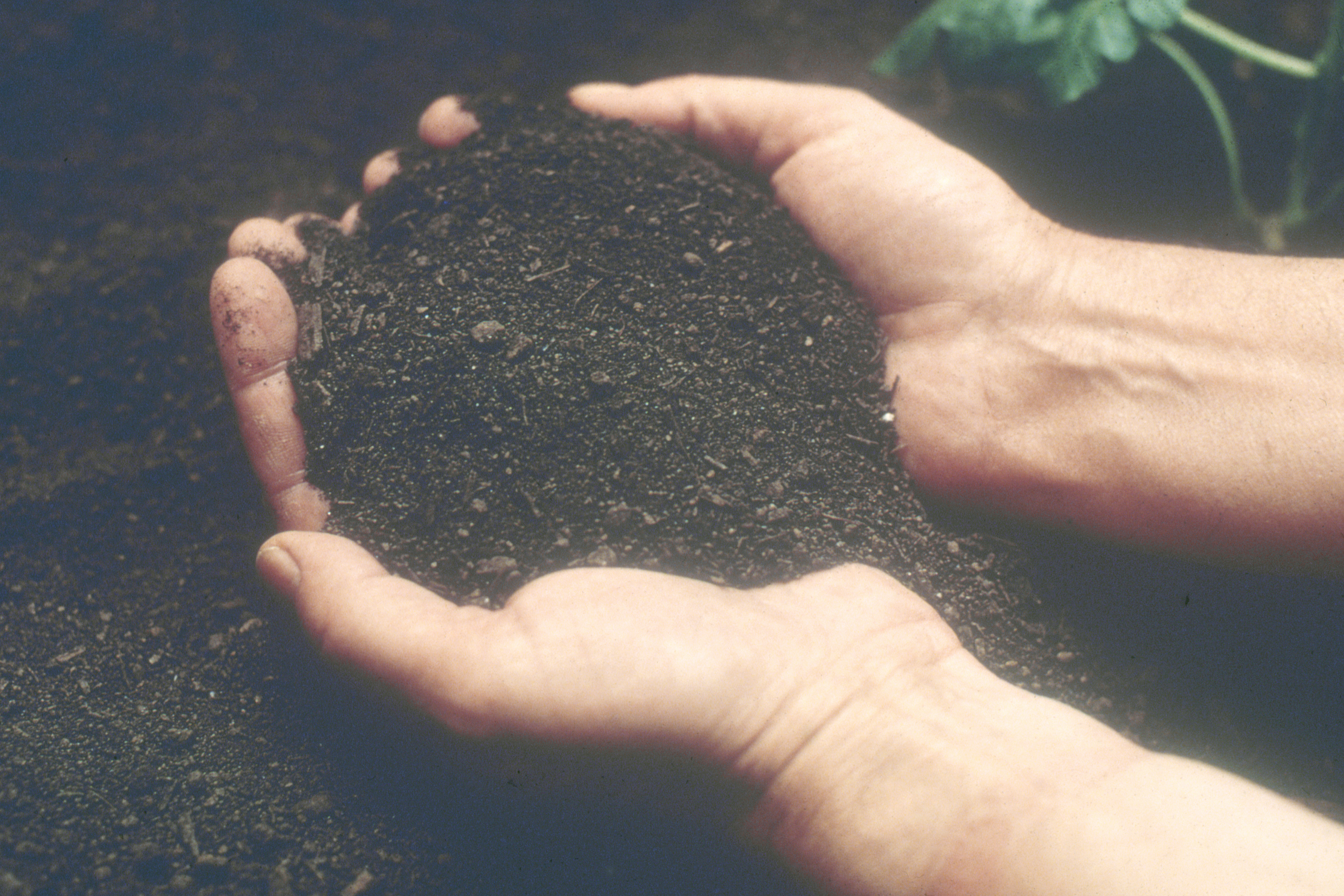
Analisi di suolo (USDA)

Il suolo agrario è la parte della superficie terrestre che, per la sua struttura comprensiva di humus, si presta allo sviluppo delle specie vegetali ed è utilizzata dall'uomo per le coltivazioni agricole.

## Il suolo
La pedologia è la scienza che studia il suolo. Il suolo è il sottile strato superficiale del terreno, è composto da una miscela di sostanze inorganiche ed organiche, ed è per sua natura una risorsa non rinnovabile.

## Suolo naturale e suolo agrario
Il suolo naturale, prodotto dalla pedogenesi, viene trasformato in suolo agrario a causa delle lavorazioni ripetute e degli altri interventi agronomici; in particolare il secondo, presenta due soli strati, l'attivo in superficie, fino alla profondità di circa 70 cm, e l'inerte, al di sotto.
I suoli possono essere originati da materiali del luogo (terreni eluvionali), ma più comunemente sono formati da materiali trasportati in loco da acqua, vento o ghiaccio (terreni colluviali).

## Tessitura
I terreni possono essere classificati in base alla tessitura, cioè al contenuto percentuale di particelle di calibro diverso.
Ogni componente del suolo assume nomi diversi a seconda delle sue dimensioni; per esempio, secondo la Società Internazionale della Scienza del Suolo le particelle venivano classificate come scheletro (diametro maggiore di 2 mm), sabbia (diametro compreso tra 2 e 0,02 mm), limo (diametro compreso tra 0,02 e 0,002 mm), argilla (diametro minore di 0,002 mm).

La composizione del suolo viene determinata facendo attraversare un campione di terra seccata attraverso una serie di setacci. Composizioni diverse in scheletro, sabbia, limo e ed argilla conferiscono al suolo proprietà fisiche, meccaniche ed agronomiche diverse.
In base alla composizione percentuale di sabbia, limo ed argilla ogni terreno assume una particolare denominazione, generalmente ottenuta utilizzando dei grafici detti triangoli della tessitura. In base alla prevalenza di un tipo di particelle sulle altre, si hanno terreni argillosi, limosi, sabbiosi, e le diverse situazioni intermedie (argilloso-sabbioso, argilloso-limoso, sabbioso-argilloso, ecc.); in particolare viene indicato come franco un terreno dalla composizione intermedia, dove nessuna frazione prevale con le sue caratteristiche sulle altre, ideale per la coltivazione. Si possono incontrare altre espressioni (terreno forte, di medio impasto, ecc.) che però hanno solo valore pratico.

## Struttura
Le diverse particelle inorganiche del terreno possono unirsi tra loro grazie all'azione aggregante della componente argillosa e della componente organica. Di conseguenza il suolo agrario si presenta generalmente sotto forma di grumi di particelle legate tra loro. Il suolo agrario, a seconda del tipo di struttura, può assumere denominazioni diverse: compatta, glomerulare, vacuolare, ecc. Il tipo di struttura influenza le caratteristiche fisiche, chimiche, ed agronomiche del suolo.

## Carbonati di calcio e magnesio
I carbonati di calcio e di magnesio costituiscono nei suoli italiani i minerali più importanti e comuni. La quantità di questi due minerali viene espressa in percentuale di carbonato di calcio (CaCO3, anche se in realtà viene considerato il carbonato di magnesio). Il calcare attivo, dato espresso sempre in percentuale, derivato dal precedente, è un indice della influenza dei carbonati presenti sulle diverse colture. Un eccesso di carbonati ha effetti negativi sulla assimilazione, da parte delle piante, soprattutto arboree, degli elementi nutritivi presenti nel terreno (per es. il ferro). Un eccesso di calcare attivo obbliga alla adozione di portainnesti in grado di tollerare questa situazione, e l'attuazione di altre pratiche agronomiche in grado di surrogare i problemi derivati.

## Sostanza organica
La sostanza organica è in gran parte costituita dai resti di animali e vegetali, più o meno evoluti e trasformati, presenti nel terreno. Le sostanze di origine organica vengono demolite nel terreno dalla azione della microflora/fauna presente; questo processo porta da un lato alla mineralizzazione (liberazione di elementi semplici assimilabili dalle radici delle piante), dall'altra all'umificazione (formazione di sostanze chimiche complesse denominate humus). L'humus funge da serbatoio di fertilità del suolo, in quanto può, a seconda delle caratteristiche del terreno, rilasciare nel tempo elementi semplici assimilabili dalle piante.
La sostanza organica complessiva presente nel terreno viene espressa in percentuale, e viene stimata a partire dalla quantità di carbonio presente nel terreno, elemento caratteristico delle sostanze di origine organica.

## Capacità di scambio cationico
Gli elementi minerali indispensabili per la vita delle piante (azoto, fosforo, potassio, magnesio, ecc...), assorbiti dalle radici, vengono trattenuti dal suolo grazie alla presenza delle argille e della sostanza organica. In linea di principio, maggiore è la presenza di queste due categorie di sostanze, maggiore sarà la capacità del terreno di trattenere gli elementi nutritivi citati, che altrimenti si disperderebbero per percolazione in profondità. Per esempio i terreni sabbiosi hanno bassa capacità di trattenere i principi nutritivi, perché carenti di argilla, ed anche perché tendenzialmente poveri di sostanza organica, per la rapidità di mineralizzazione. Al contrario, i terreni argillosi e organici generalmente presentano caratteristiche opposte. La somma delle quantità degli elementi nutritivi presenti sulla superficie di scambio del terreno, stimati attraverso una analisi chimica dello stesso, viene definita come capacità di scambio cationico (C.S.C.). Valori elevati di C.S.C. indicano minori rischi di perdita di elementi nutritivi e minori rischi di inquinamento, ma anche maggiore difficoltà da parte delle piante di assimilare gli stessi, fortemente trattenuti dal complesso di scambio (humus ed argilla). La C.S.C. non comprende alcuni anioni (come per es. i nitrati), in quanto solo la sostanza organica è in grado in parte di trattenerli. Altri anioni, come i fosfati, sono in parte trattenuti dai colloidi elettronegativi per interazione con i cationi adsorbiti. Le sostanze bloccate sulla superficie di scambio del suolo sono in equilibrio dinamico con la soluzione acquosa circolante nello stesso; quando la concentrazione di un certo elemento diminuisce nella fase liquida (per es. perché assorbito dalle radici), il terreno libera una certa quantità dello stesso, riequilibrando la situazione.